# Синодички дан
Синодички дан је период ротације у односу на Сунце. Земљин синодички дан је дефинисан као период између два поднева, тачније између два узастопна проласка средњег Сунца кроз (локални) небески меридијан. Трајање износи 24 часа.